# Rizosfera

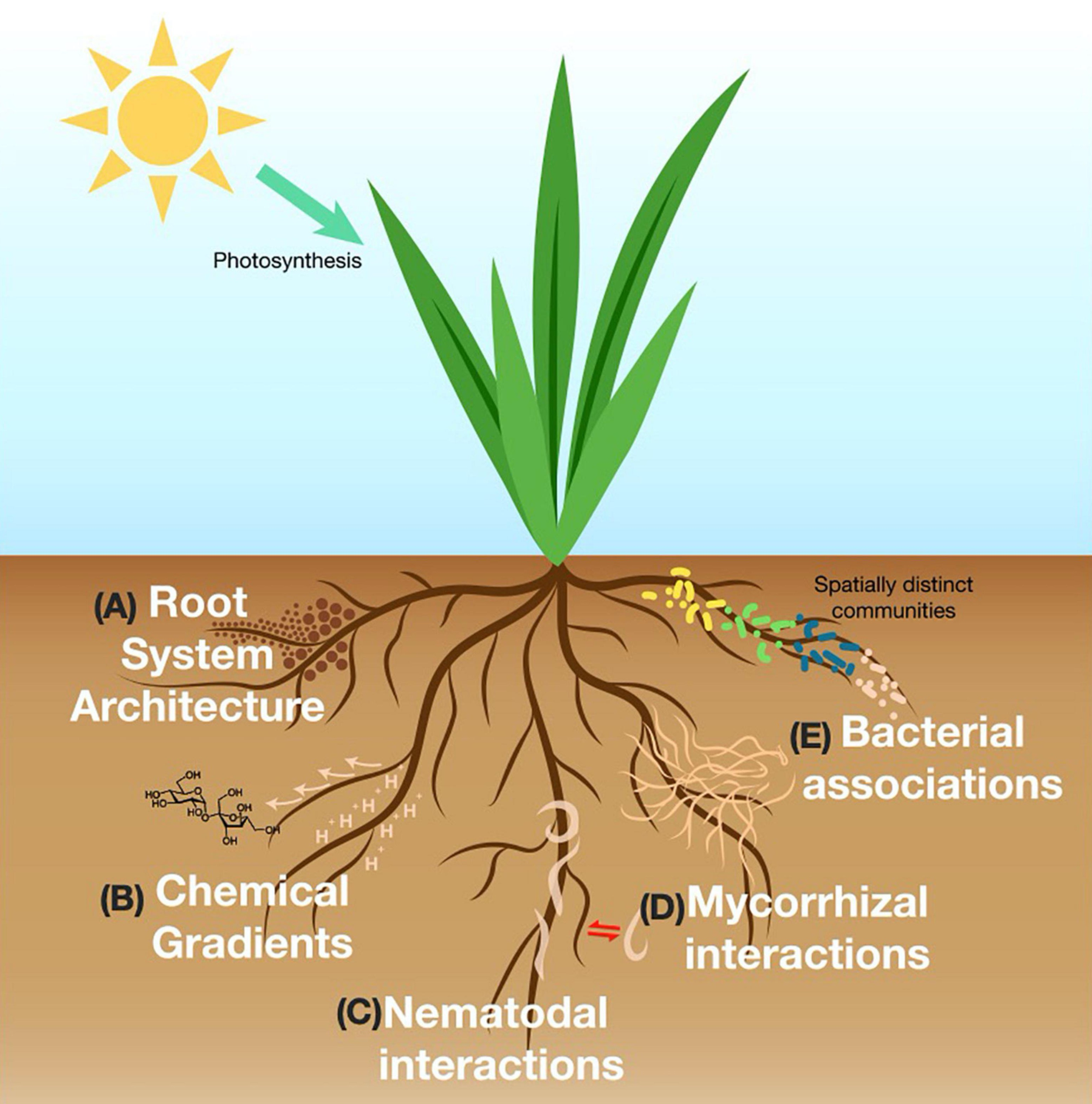
I processi della rizosfera

La rizosfera (dal greco rhìzo=radice; sphàira=sfera) è la porzione di suolo che circonda le radici delle piante, da cui assorbono i nutrienti essenziali e l'acqua necessaria per crescere. Presenti nella rizosfera oltre alle radici, ulteriori componenti biotiche quali ad esempio: microorganismi simbiontici, batteri benefici e patogeni, funghi micro e macroscopici.